# Румънци в Испания
Румънците в Испания са етническа група в Германия.

## Численост
Те са втората най-голяма чужда етническа група в страната след мароканците. Те представляват 15,6% от чуждите етнически групи в страната.

## История
След Румънската революция (1989) емиграцията е либерализирана, но през следващите няколко години емиграцията в Испания е скромна. До 2011 г. населението достигна около 900 000 румънци, след което румънското население непрекъснато намалява в резултат на емиграцията в Испания от 2012 г.